# Punkva-hulerne
Punkva-hulerne (Tjekkisk: Punkevní jeskyně) er et hulesystem i Tjekkiet, der ligger nord for byen Brno, nær byen Blansko. Grotterne udgør et hydrografisk undervandssystem i Punkva-floden og er en del af det største grottesystem i Tjekkiet. En del af grotteregionen  er Macocha kløften, hvis  jordfaldshul er omkring 138,7 meter dybt og også det dybeste af sin slags (lyshulstype) i Centraleuropa. De blev opdaget i 1909, og har en samlet længde på 32.500 meter, mens  1.250 meter er tilgængelige for offentligheden.
Det er en populær turistattraktion for  besøgende i regionen, foruden huleforskere og avancerede tekniske dykkere. Området blev i 2004 udpeget til Ramsaområde.

## Galleri
- Přední dóm
- Přední dóm
- Stalagmitter
- Macocha Gorge
- Masarykův dóm
- Masaryk-katedralen
- Kajen